# Клайд Томбо
Клайд Ві́льям То́мбо (англ. Clyde William Tombaugh; 4 лютого 1906, Стрітор, Іллінойс — 17 січня 1997, Лас-Крусес, Нью-Мексико) — американський астроном, який відкрив велике число астероїдів, а також карликову планету Плутон в 1930 (упродовж 1930—2006 Плутон вважався планетою).

## Біографія
Народився в сім'ї бідного фермера-орендаря. У 12-річному віці Клайд вперше подивився в астрономічну трубу на Місяць, і з цього моменту почалося його захоплення астрономією. Коли Клайд закінчив середню школу, його однокласники записали в книгу випускників пророчу фразу: «Він відкриє новий світ».
Подальше навчання Клайда виявилася неможливим через відсутність у батьків грошей.
У зв'язку із цим, він вирішив вивчати астрономію самостійно і самому зробити телескоп. Після перших невдалих дослідів, для дотримання температурного режиму у процесі оброблення поверхні дзеркала рефлектора, викопав погріб і в ньому обробляв скляні диски для свого 9-дюймового рефлектора. Малюнки місячних кратерів, супутників Юпітера, поверхні Марса він послав у Ловеллівську обсерваторію, де їх високо оцінили фахівці.
Наприкінці 1928 року директор Ловеллівської обсерваторії доктор Весто Слайфер (1875—1969) прислав Клайду лист із запрошенням на роботу. Він був зарахований до штату як лаборант-фотограф.
На початку квітня 1929 Клайд за допомогою 13-дюймового астрографа розпочав фотографування зірок в сузір'ї Близнюків, де за обчисленнями Ловелла мала міститися планета «Ікс» (її назвуть Плутон). Для пошуку невідомої планети порівнював знімки одної і тої ж ділянки неба з інтервалом 2-3 ночі на блінк-мікроскопі. Працював по 14 годин на добу.
Клайд, в ході виконання цієї програми, виявив нову комету, сотні нових астероїдів, багато змінних зірок; провів дослідження з просторового розподілу галактик.
18 лютого 1930, аналізуючи фотопластинки, Клайд побачив, що поблизу зірки дельти Близнюків одна зі слабких точок «застрибала». Це був Плутон.
У 1932 році Клайд Томбо вступив до Канзаського університету, який закінчив у 1936 році. Продовжував працювати в Ловеллівській обсерваторії до 1943 року. У 1943—1945 роках викладав в Аризонському коледжі у Флагстаффі, в 1945—1946 — у Каліфорнійському університеті в Лос-Анджелесі.
З 1946 року працював в Абердинській балістичній лабораторії в Лас-Крусес, (штат Нью-Мексико), з 1955 року — також в університеті штату Нью-Мексико (з 1965 — професор, з 1973 — почесний професор).
За відкриття Плутона Клайда Томбо відзначено спеціальною медаллю із зображенням Вільяма Гершеля. Крім того, за внесок в астрономічну науку, його відзначено медаллю імені X. Джексон-Гуілт Лондонського королівського астрономічного товариства (1931) та іншими нагородами.
Томбо одружився в 1934 році на Патрісії Едсон, з якою не розлучався до кінця життя. У момент смерті Томбо у них було двоє дітей (син і дочка), 5 онуків і 8 правнуків.
Приблизно одну унцію праху Клайда Томбо було поміщено в автоматичну міжпланетну станцію «New Horizons», запущену до Плутона в 2006 році, тобто до 100-річної річниці астронома. Це будуть перші останки людини, які покинуть межі Сонячної системи і вийдуть у міжзоряний простір.

## Відкриття Плутона

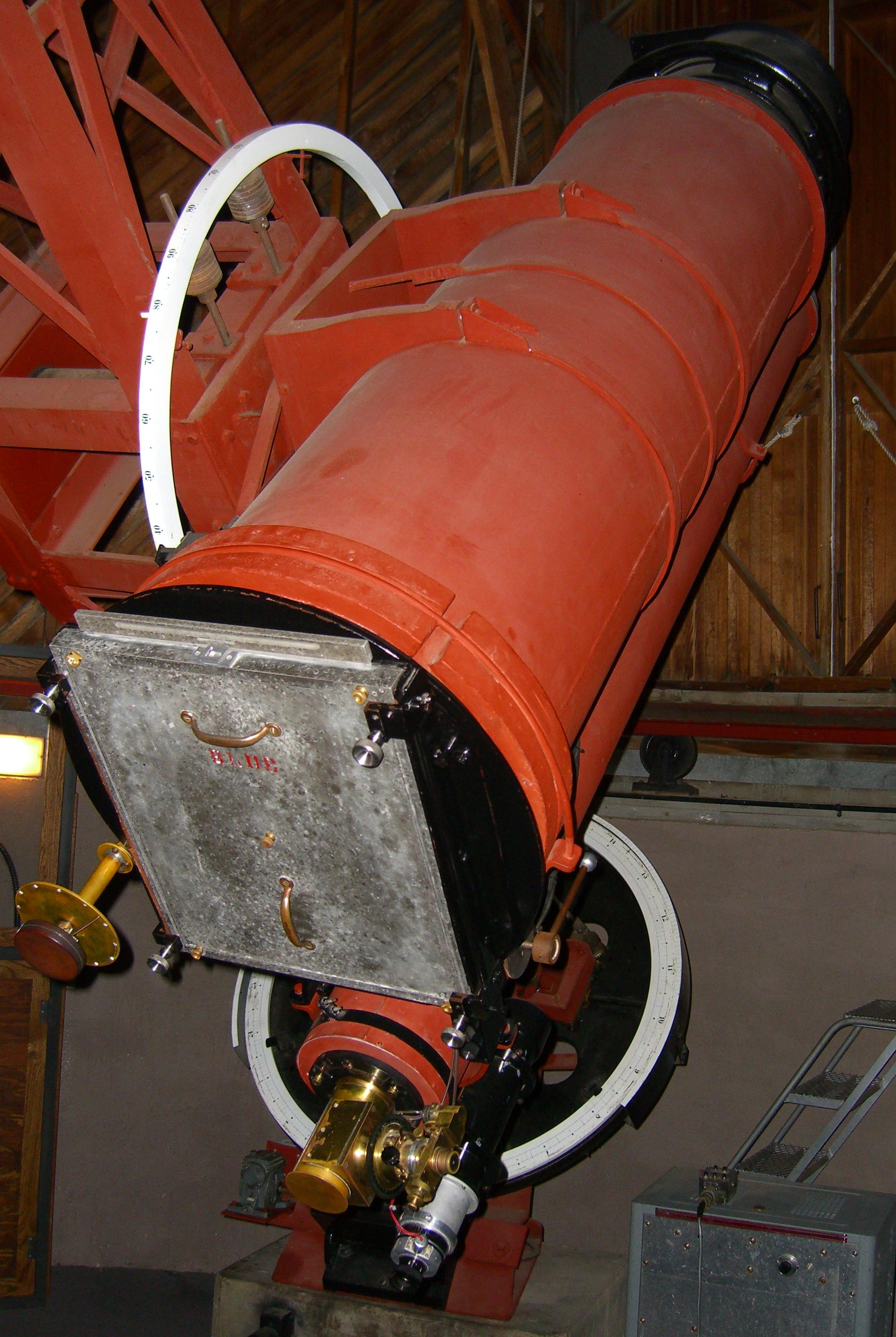
За допомогою цього астрографа були отримані перші знімки Плутона

Однією з робіт Томбо, в Ловеллівській обсерваторії у Флагстаффі, Аризона, був систематичний пошук «Нептунової планети» (також знана як Планета X), яку передбачили Персіваль Ловелл та Генрі Пікерінг.
Томбо використовував 13-дюймовий астрограф обсерваторії, щоб отримати фотографії однієї і тієї ж частини неба, у різні ночі. Для порівняння зображень використовувався блінк-мікроскоп. На момент зміни зображення, рухомі об'єкти, такі як планета, перемістяться з одного місця в інше, в той час, як найвіддаленіші об'єкти, такі, як зірки, не змінюють свого положення. Томбо виявив такий об'єкт, що рухається, і подальші спостереження показали, що це планета. Відкриття було зроблено у вівторок, 18 лютого 1930, за допомогою зображень, отриманих у січні того ж року.
Назву «Плутон» було запропоновано Венецією Берні, 11-річною англійською школяркою, яка до самої своєї смерті (30 квітня 2009) жила в Англії. 1 травня 1930 року було офіційно оголошено, що планету назвуть Плутон.
У наш час Плутон має статус карликової планети і є прототипом для транс-нептунових об'єктів під загальною назвою «плутино».

## Відкриті астероїди
Томбо виявив в цілому 14 астероїдів, під час пошуку Плутона і в роки наступних пошуків інших кандидатів на Планету X. Клайду також приписують відкриття комети C/1931, хоча її орбіта в наш час [коли?] невідома.
| Позначення      | Дата відкриття    |
| --------------- | ----------------- |
| 2839 Annette    | 5 жовтня, 1929    |
| 2941 Alden      | 24 грудня, 1930   |
| 3310 Patsy      | 9 жовтня, 1931    |
| 3583 Burdett    | 5 жовтня, 1929    |
| 3754 Kathleen   | 16 березня, 1931  |
| 3775 Ellenbeth  | 6 жовтня, 1931    |
| 3824 Brendalee  | 5 жовтня, 1929    |
| 4510 Shawna     | 13 грудня, 1930   |
| 4755 Nicky      | 6 жовтня, 1931    |
| 5701 Baltuck    | 3 листопада, 1929 |
| (6618) 1936 SO  | 16 вересня, 1936  |
| (7101) 1930 UX  | 17 жовтня, 1930   |
| (7150) 1929 TD1 | 11 жовтня, 1929   |
| (8778) 1931 TD3 | 10 жовтня, 1931   |